# Małgorzata Górnicka
Małgorzata Górnicka (* 16. September 1979) ist eine polnische Judoka.

## Erfolge
Bei den Judo-Europameisterschaften 2000 wurde sie Siebte. 2005 bei den European Open Championships Dritte, womit sie die Bronzemedaille gewann. Bei den offenen Europameisterschaften 2006 wurde sie Fünfte und im gleichen Jahr bei der Europameisterschaft Siebte. Ihre bislang letzte Bronzemedaille gewann sie 2007 bei den European Open Championships.